# Ignea
Ignea, stylisé IGNEA, est un groupe ukrainien de heavy metal, originaire de Kiev.

## Histoire
En 2013, Ignea commence sous le nom de Parallax et sort un premier EP intitulé Sputnik. En 2014, le groupe sort un single Petrichor avec un solo de guitare et une partie de bouzoukitara de Yossi Sassi (ex-Orphaned Land). En 2015, le groupe change de nom pour devenir Ignea et sort le single Alga, avec un orchestre symphonique complet. La vidéo recueille des millions de vues sur la chaîne YouTube du groupe. En 2017, Ignea publie The Sign of Faith, le premier album complet, et une vidéo animée pour la chanson Şeytanu Akbar dédiée à la lutte contre le terrorisme. Plus tard, le groupe a également publié une vidéo officielle pour cette chanson, enregistrée lors de la remise des prix nationaux annuels The Best Ukrainian Metal Act, où Ignea est désigné comme l'un des trois meilleurs groupes du pays.
En 2018, le groupe sort une vidéo animée pour How I Hate the Night avec des références au film original The Hitchhiker's Guide to the Galaxy. Après cela, le groupe tourne avec le groupe danois de death metal Illdisposed en Europe. En septembre 2018, Ignea tourne au sein du Female Metal Voices Tour 2018 dont les têtes d'affiche sont Butcher Babies et Kobra and the Lotus, et sort un nouveau single Queen Dies.
Malgré la pandémie de Covid-19, Ignea sort son deuxième album studio The Realms of Fire and Death sort en 2020. Il est financé par les mécènes du groupe sur Patreon. Les chansons Disenchantment et Jinnslammer de cet album sont précédemment publiées en tant que singles avec des vidéos officielles. The Realms of Fire and Death est récompensé en tant qu'album de metal de l'année, et Ignea reçoit le prix du meilleur groupe de metal ukrainien de 2020 selon The Best Ukrainian Metal Act. En 2021, avec le groupe de death metal symphonique Ersedu, Ignea sort un concept split EP Bestia sur la nature humaine des créatures mythologiques slaves et la dualité du monde. En juin 2021, Ignea signe un contrat mondial avec Napalm Records. En février 2022, Ignea annonce la sortie du troisième album-concept Dreams of Lands Unseen de Sofia Yablonska le 28 avril 2023.

## Membres
- Helle Bohdanova - chant (depuis 2013)
- Yevhenii Zhytniuk - claviers (depuis 2013)
- Oleksandr Kamyshin - basse (depuis 2013)
- Dmytro Vinnichenko - guitare (depuis 2015)
- Ivan Kholmohorov - batterie (depuis 2015)

## Discographie

### Albums studio
- 2017 : The Sign of Faith
- 2020 : The Realms of Fire and Death
- 2023 : Dreams of Lands Unseen

### EP
- 2013 : Sputnik
- 2021 : BESTIA (split avec ERSEDU)

### Singles
- 2014 : Petrichor
- 2015 : Alga
- 2018 : Queen Dies
- 2020 : Disenchantment
- 2020 : Jinnslammer
- 2021 : Bosorkun
- 2021 : Mermaids
- 2023 : Nomad's Luck
- 2023 : Dunes
- 2023 : Incurable Disease